# Becoming (Mammal Hands)
Becoming è il primo EP del gruppo musicale britannico Mammal Hands, pubblicato il 2 novembre 2018 dalla Gondwana Records.

## Descrizione
Contiene tre brani realizzati durante le medesime sessioni di registrazione che il gruppo ha tenuto per il terzo album Shadow Work.

## Tracce
1. Becoming – 7:23
2. Refuge – 3:41
3. Shimmer – 5:47

## Formazione
Gruppo
- Jordan Smart – sassofono
- Nick Smart – pianoforte
- Jesse Barrett – batteria, tabla

Produzione
- Mammal Hands – produzione, missaggio
- George Atkins – registrazione, missaggio
- Norman Nitzsche – mastering